# Chris Dunleavy
Chris Dunleavy (Liverpool, 30 dicembre 1949) è un ex calciatore inglese, di ruolo difensore.

## Carriera
Di ruolo difensore centrale, si forma calcisticamente nell'Everton, che lascerà nel luglio 1969 per giocare nel Southport, club della Third Division inglese. Con il Southport retrocede in quarta serie al termine del campionato 1969-1970. Con i Yellows giocherà sino al 1973 altre tre stagioni in Fourth Division.
Nel 1973 viene ingaggiato in prestito dalla neonata franchigia statunitense dei Philadelphia Atoms, con cui si aggiudica la North American Soccer League 1973, battendo in finale, giocata da titolare, per 2-0 i Dallas Tornado.
Tornerà in prestito agli Atoms anche nella stagione seguente.
Nel settembre 1973 viene ingaggiato dal Chester City per 12.000£, con cui nella stagione 1974-1975 ottiene la promozione in terza serie grazie al quarto posto ottenuto.
Nel 1976 passa all'Halifax Town, con cui giocherà nella quarta serie sino al 1981.
Nel 1981 si trasferisce in Australia per giocare con i Wollongong City, club in cui militerà sino al 1983, anno del suo ritiro dall'attività agonistica.

## Palmarès

### Competizioni nazionali
- North American Soccer League: 1

Philadelphia Atoms: 1973